# Krystyna Krahelska
Krystyna Krahelska, née le 24 mars 1914 à Baranavitchy (Empire Russe), et morte le 2 août 1944 à Varsovie, est une poétesse, infirmière, ethnographe polonaise et soldate de l'Armia Krajowa (« Armée de l'intérieur ») qui participe à l'insurrection de Varsovie contre le Troisième Reich.

## Biographie

### Enfance et famille
Krystyna Krahelska est née dans le domaine familial de Mazurie sur la rivière Chtchara près de Baranavitchy. Son père, Jan Krahelski est ingénieur, puis officier de l'armée polonaise, et voïvode de la voïvodie de Polésie de 1926 à 1932. Janina Bury, sa mère, est biologiste. 
Krystyna Krahelska vient d'une famille qui appartient à l'intelligentsia polonaise. Elle est la nièce de Wanda Krahelska (qui participa à l'attaque contre le gouverneur général russe Georgi Skalon (en)) et la nièce de Halina Krahelska.
Dès 1928, elle est membre de l'association polonaise du scoutisme, puis, dans les années 1929-1932, elle dirige un groupe de scouts louveteaux. En 1931, elle représente la délégation polonaise au rassemblement des scouts slaves à Prague. Elle réussit son examen de fin d'études secondaires au gymnase Romuald Traugutt de Brest en 1932,.

### Études
À partir d'octobre 1932, elle étudie la géographie et l'histoire, puis l'ethnographie à l'Université de Varsovie, où elle est l’élève de Cezaria Baudouin de Courtenay Ehrenkreutz Jędrzejewiczowa. Elle interprète plusieurs fois des chansons régionales devant les micros de la radio polonaise à Vilnius et Varsovie. 
Dans les années 1936-1937, elle pose pour Ludwika Nitschowa (pl) pour la La Sirène de Varsovie. Nitschowa décrit Krystyna Krahelska comme « une fille grande, bien bâtie et forte avec une beauté slave ou plutôt polonaise ». Elle accepte la proposition de la sculptrice, mais ne l' annonce pas à ses amis. Le visage de la sirène n'est pas son visage, cependant, et la sculpture est seulement associée à Krystyna Krahelska après la seconde guerre mondiale, lorsque Nitschowa révèle son nom dans une interview. 
En mai 1939, Krystyna Krahelska obtient son diplôme de maîtrise sur le sujet « Monographie ethnographique du village de Mazurki, comté de Baranowicki, province de Nowogrodzkie ».

### Durant la Seconde Guerre mondiale
En septembre 1939, dans la capitale assiégée par la Wehrmacht, elle s'implique dans la défense civile de Varsovie. Pendant l'occupation de la Pologne par le Troisième Reich, elle reste à Varsovie, puis travaille à l'Institut d'État de l'agriculture rurale à Puławy. À partir de décembre 1939, elle devient agent de liaison et coursière dans la région de Nowogródek dans la clandestinité de la Związek Walki Zbrojnej (ZWZ, Union de la lutte armée). Elle transporte des armes et se forme aux soins infirmiers puis travaille comme infirmière à l'hôpital de district de Włodawa en 1943-1944. En tant qu'infirmière, elle voyage dans des unités partisanes et forme de nouvelles infirmières.
À partir de mai 1944, Krystyna Krahelska séjourne à Cracovie et rentre à Varsovie à la mi-juillet 1944. Lors de l'insurrection de Varsovie, elle est affectée comme infirmière dans le peloton 1108  sous le nom de code Danuta. Le 1er août, lors de l'attaque rue Polna contre le bâtiment de la Maison de la presse de Marszałkowska elle reçoit trois balles dans la poitrine en tentant de sauver un collègue blessé. Elle est opérée mais meurt le matin du 2 août de la suite de ses blessures,.
Krystyna Krahelska est d'abord enterrée dans le jardin de la maison au 36 rue Polna. Après la guerre, son corps est exhumé et déplacé vers l'ancien cimetière de Służewo. Sa pierre tombale porte le premier couplet de sa chanson « Hej, chłopcy, bagnet na broń (Hé les gars, baïonnette au fusil!) ».

## Œuvres
Krystyna Krahelska écrit des poèmes et des chansons à partir de 1928. Sa chanson la plus célèbre, « Hej, chłopcy, bagnet na broń », est composée en janvier 1943 pour les soldats de « Baszta ». C'est devenu la chanson de soldat la plus populaire de l'État polonais clandestin et de l'Insurrection de Varsovie. Le texte est publié pour la première fois dans la revue clandestine « Czas Gotów » (20 novembre 1943 no 21), puis réimprimé plusieurs fois dans la presse insurgée et dans deux anthologies clandestines Pieśni Podziemne (1944) et Śpiewnik B.Ch (octobre 1944), ainsi que dans de nombreuses anthologies d'après-guerre.
Pendant l'occupation, ses deux chansons précédentes (écrites en 1941-1942), Kołysanka (Berceuse) dont l'autre titre est  Kołysanka o zakopanej broni (Berceuse sur une arme enterrée)) et Kujawiak.

## Postérité

### Hommages
En mars 1984, le nom de Krystyna Krahelska est donné à l'école primaire no 212 de Varsovie.
En 2007, le rond-point du quartier Ursynów de Varsovie, situé à l'intersection de Płkowicka et de la commission nationale de l'éducation porte son nom.

### Décorations
- Croix de la Valeur - à titre posthume
- Croix d'or du mérite avec épées - à titre posthume
- Médaille de l'Armée - à titre posthume
- Croix de l'Armia Krajowa - à titre posthume

### Dans la culture populaire
Dans la chanson Za wolność (Pour la liberté) de l'album Morowe Panny interprété par Halina Mlynkova dans le chœur, Krystyna Krahelska est mentionnée parmi les participants de l'insurrection de Varsovie .

## Galerie

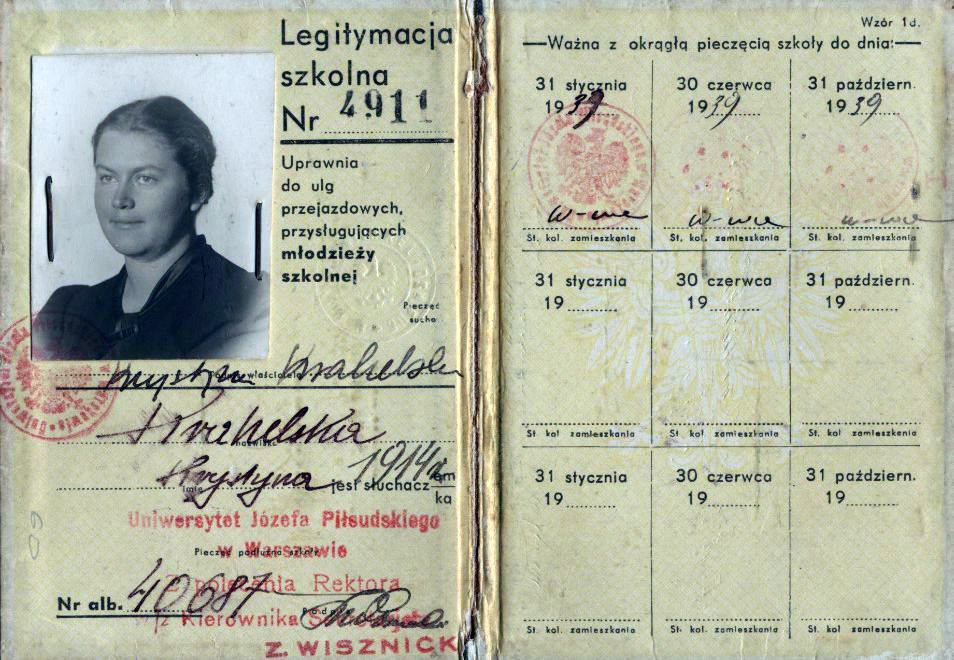
Carte d'étudiante de Krystyna Krahelska, délivrée par l'Université de Varsovie.
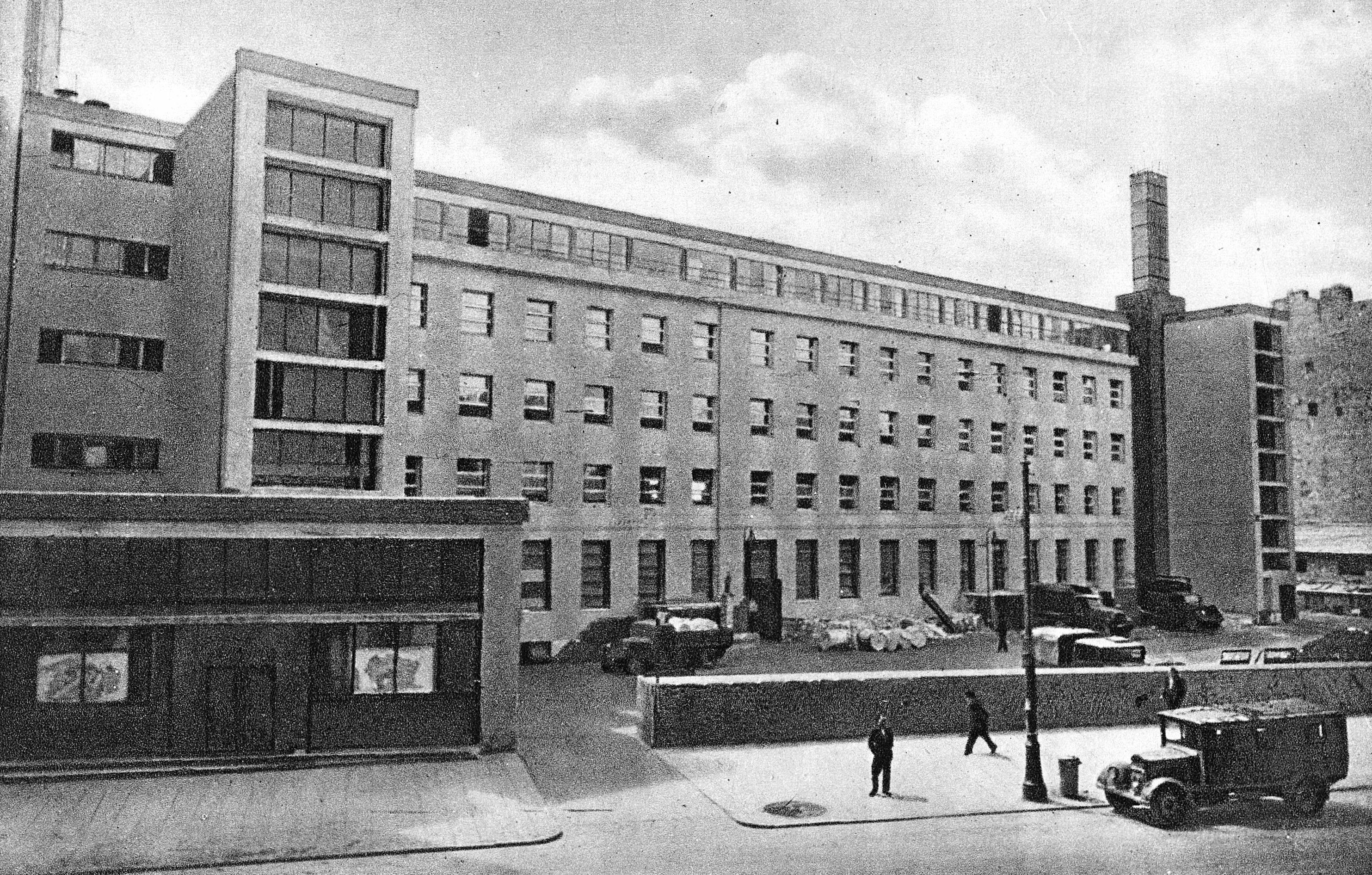
Maison de la Presse, rue Marszałkowska à Varsovie, près de laquelle Krystyna Krahelska est mortellement blessée.
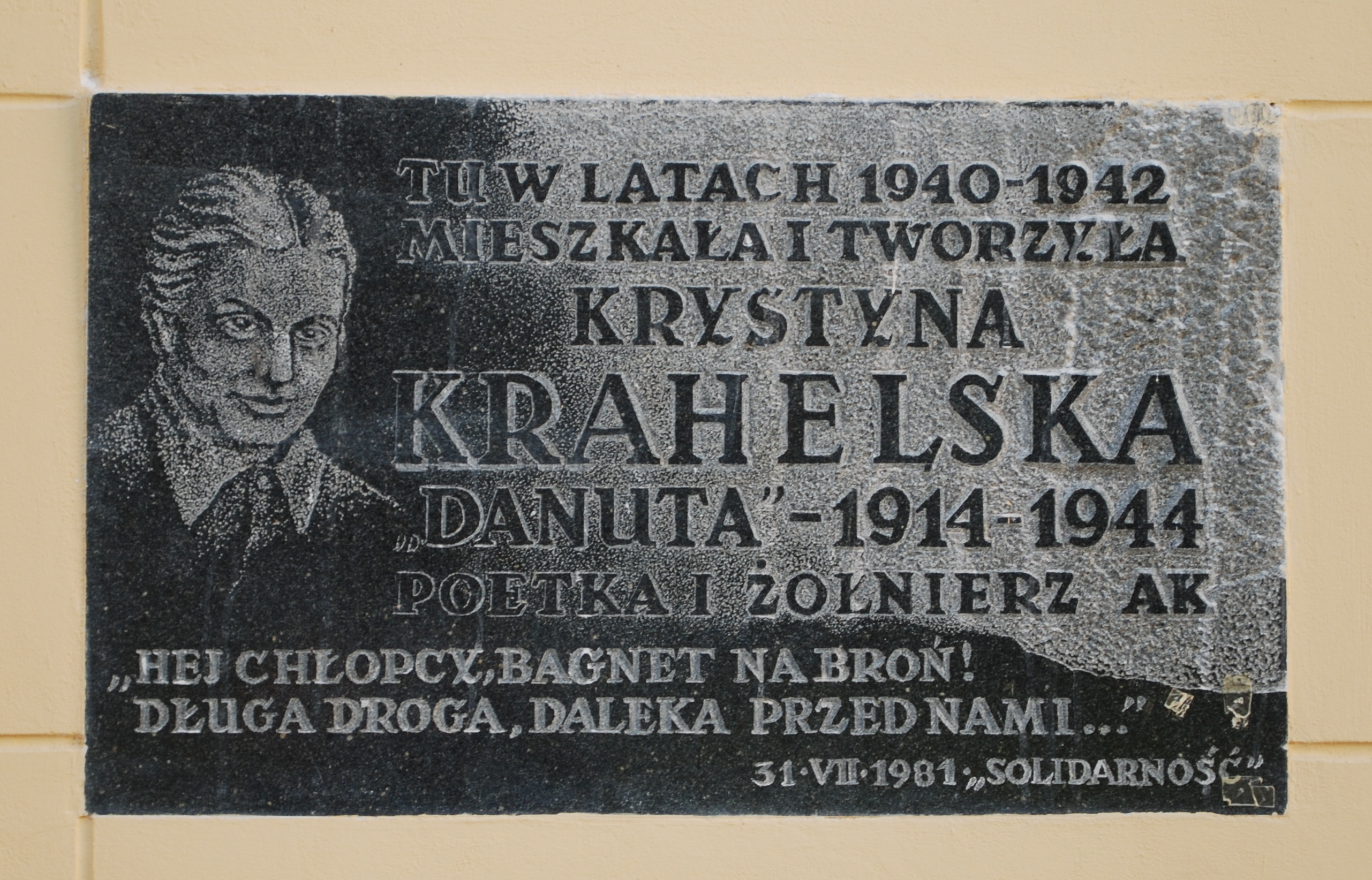
Une plaque commémorative dédiée à Krystyna Krahelska sur le mur du palais Czartoryski à Puławy.
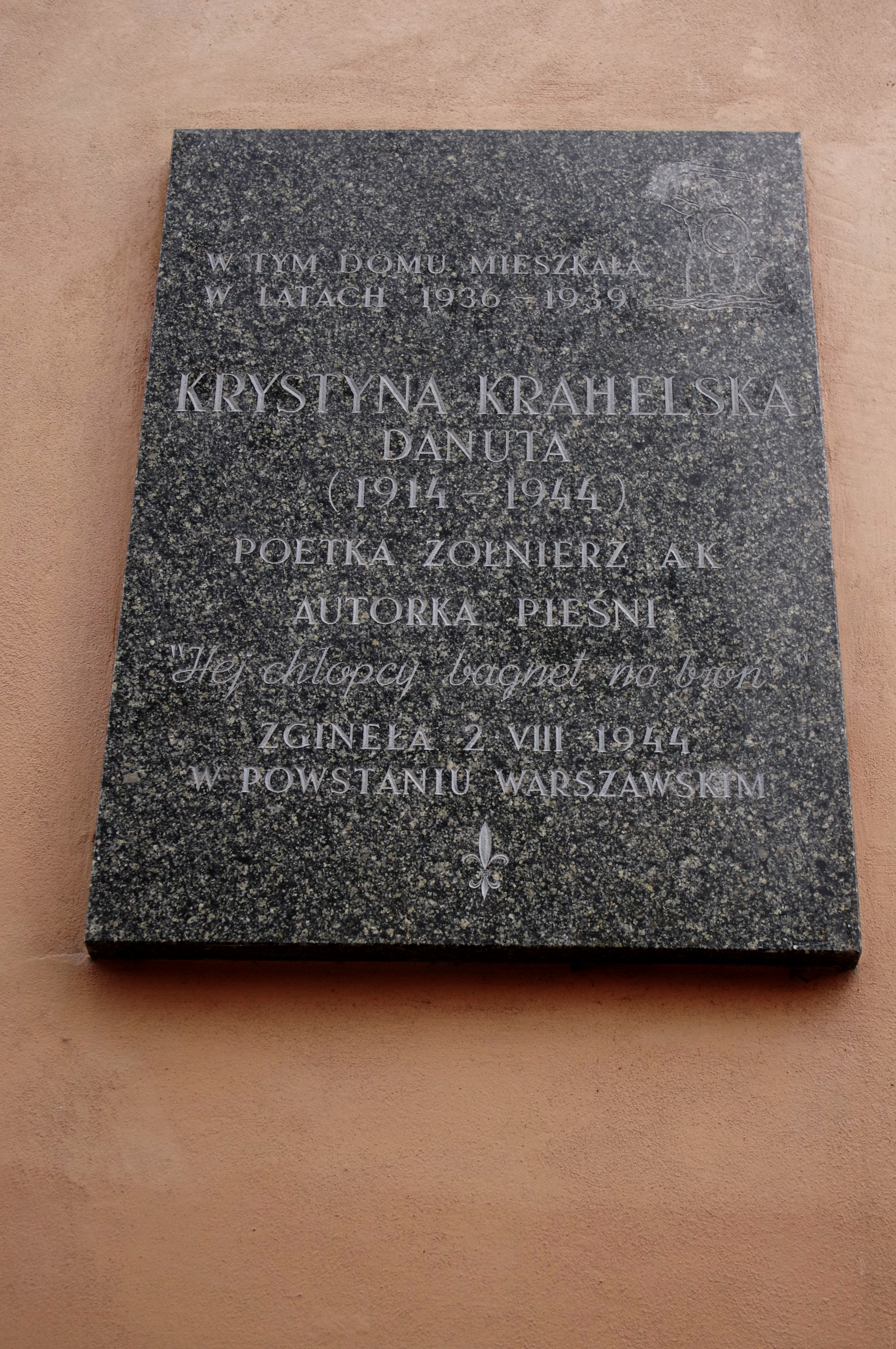
Plaque commémorative de Krystyna Krahelska au 57 rue Rakowiecka à Varsovie où elle vécut de 1936 à 1939.
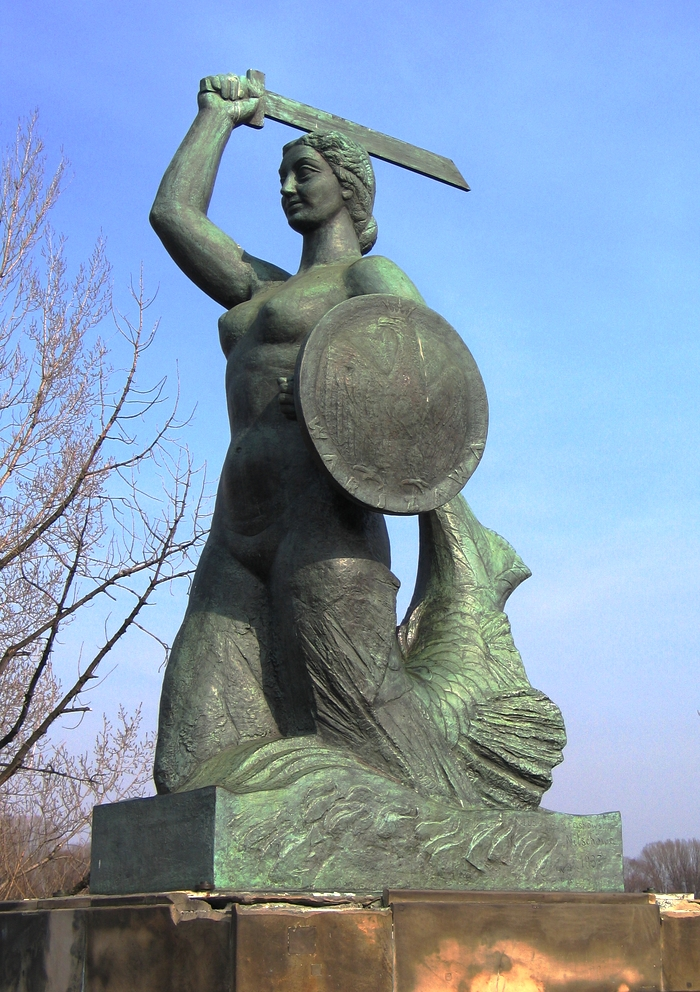
Le monument de la sirène pour lequel Krystyna Krahelska a posé.
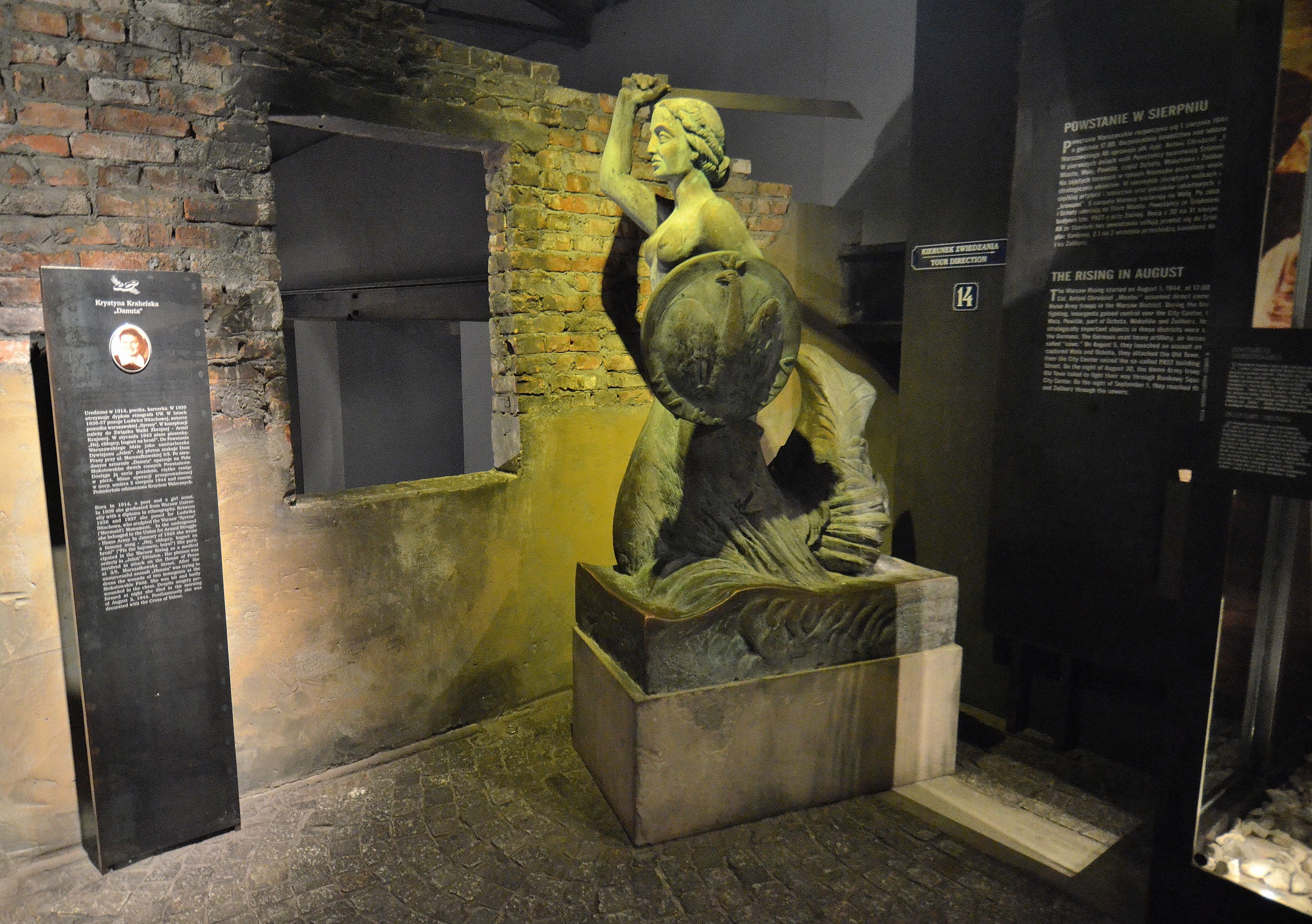
Un extrait de l'exposition consacrée à Krystyna Krahelska au Musée de l'Insurrection de Varsovie.